# فریباماهی آب‌سنگ
فریباماهی آب‌سنگ (نام علمی: Rhinecanthus rectangulus) نام یک گونه از تیره فریباماهیان است.